# Sargis Hovsepyan
Sargis Hovsepyan (Ereván, Unión Soviética, 2 de noviembre de 1972) es un exfutbolista armenio y actual entrenador. Desde 2013 dirige al FC Pyunik Ereván de la Liga Premier de Armenia. Jugaba de defensor y su último equipo fue el FC Pyunik de la Primera División de Armenia, en el cual se desempeñaba como capitán. También fue un miembro importante de la Selección de fútbol de Armenia, teniendo el récord de mayor partidos jugados con la misma con 132.

## Selección nacional
Ha sido internacional con la Selección de fútbol de Armenia en 126 ocasiones desde 1992, en las cuales ha marcado dos goles.

## Clubes

### Como jugador
| Club                     | País    | Año       |
| ------------------------ | ------- | --------- |
| Malatia Yerevan          | Armenia | 1990-1991 |
| Lori Vanadzor            | Armenia | 1991-1992 |
| FC Pyunik                | Armenia | 1992-1997 |
| FC Zenit San Petersburgo | Rusia   | 1998-2003 |
| FC Torpedo-Metallurg     | Rusia   | 2003-2004 |
| FC Pyunik                | Armenia | 2004-2012 |

### Como entrenador
| Club      | País    | Año   |
| --------- | ------- | ----- |
| FC Pyunik | Armenia | 2013- |

## Palmarés

### Campeonatos nacionales
| Título                   | Club                     | País    | Año     |
| ------------------------ | ------------------------ | ------- | ------- |
| Liga Premier de Armenia  | FC Pyunik                | Armenia | 1992    |
| Liga Premier de Armenia  | FC Pyunik                | Armenia | 1995-96 |
| Copa de Armenia          | FC Pyunik                | Armenia | 1996    |
| Supercopa de Armenia     | FC Pyunik                | Armenia | 1997    |
| Copa de Rusia            | FC Zenit San Petersburgo | Rusia   | 1998-99 |
| Copa de la Liga de Rusia | FC Zenit San Petersburgo | Rusia   | 2003    |
| Liga Premier de Armenia  | FC Pyunik                | Armenia | 2004    |
| Copa de Armenia          | FC Pyunik                | Armenia | 2004    |
| Supercopa de Armenia     | FC Pyunik                | Armenia | 2004    |
| Liga Premier de Armenia  | FC Pyunik                | Armenia | 2005    |
| Liga Premier de Armenia  | FC Pyunik                | Armenia | 2006    |
| Supercopa de Armenia     | FC Pyunik                | Armenia | 2006    |
| Liga Premier de Armenia  | FC Pyunik                | Armenia | 2007    |
| Supercopa de Armenia     | FC Pyunik                | Armenia | 2007    |
| Liga Premier de Armenia  | FC Pyunik                | Armenia | 2008    |
| Liga Premier de Armenia  | FC Pyunik                | Armenia | 2009    |
| Copa de Armenia          | FC Pyunik                | Armenia | 2009    |
| Supercopa de Armenia     | FC Pyunik                | Armenia | 2009    |
| Liga Premier de Armenia  | FC Pyunik                | Armenia | 2010    |
| Copa de Armenia          | FC Pyunik                | Armenia | 2010    |